# Алфонсо II Арагонски
Алфонсо II Арагонски (на испански: Alfonso II el Casto) e 7-ият крал на Арагон, граф на Барселона и Прованс между 1164 и 1196 г. Той е първият крал на Арагон, който едновременно с това е и граф на Барселона.

## Произход и възкачване на престола
Роден е през март 1157 г. в Уеска. Син е на Раймон Беренгер IV и Петронила Арагонска. При навършване на законната възраст (7 години) през 1164 г. майка му Петронила му отстъпва кралската корона и го коронясва за крал на Арагон и граф на Барселона.

## Управление. Брак със Санча Кастилска
На 18 януари 1174 г. в Сарагоса Алфонсо се жени за Санча Кастилска, дъщеря на Алфонсо VII и полската княгиня Рикса, и сестра на краля на Кастилия Санчо III, с което подобрява връзките си с Кралство Кастилия, в което е във васални отношения.
Наричан още Алфонсо Целомъдрения (на испански: Alfonso el Casto), той е силно религиозен и известен със своята брачна вярност – нещо рядко срещано сред монарсите в онази епоха. Голям почитател е на поезията и е известен меценат на трубадурите.
През по-голямата част от управлението си, в съюз със зет си Алфонсо VIII Кастилски, воюва с мавърските княжества на юг. По негово време също така се достига до най-голямото разширение на Каталония на север от Пиренеите. Кралството му обхваща не само Прованс, но и Графство Русийон и Беарн. Алфонсо има голямо влияние и в Лангедок, което спомага за заселване на големи части от тамошното население в новозавоюваните от маврите територии на юг.

## Потомство
Алфонсо и Санча Кастилска имат 5 сина и 3 или 4 дъщери:
- Педро II Арагонски (1174 – 1213), 8-и крал на Арагон и на всички арагонски графства, престолонаследник
- Констанца Арагонска (1179 – 1222), чрез бракове кралица на Унгария (1198 – 1204), кралица на Сицилия (1209 – 1222) и императрица на Свещената римска империя (1212 – 1222),
  - ∞ 1198 за крал Имре I Унгарски, от когото има 1 син
  - ∞ 1209 за 14-годишния Фридрих II, херцог на Швабия, крал на Сицилия, бъдещ император, от когото има 2 сина
- Алфонсо Беренгер II Арагонски (1180 – 1209), граф на Прованс
- Леонора Арагонска (1182 – 1226), ∞ 1203 за граф Раймон VI Тулузски, от когото няма деца
- Санча Арагонска (1186 – ок.1241), ∞ 1211 за граф Раймон VII Тулузски, от когото има 1 дъщеря
- Санчо Арагонски (ум. млад), граф на Русийон
- Раймон Беренгер Арагонски (ум. млад)
- Фернандо (1190 – 1249), цистерциански монах в манастира Санта Мария де Поблет, абат в манастира Монтеарагон
- Дулса Арагонска (1192 – ?), монахиня в манастира Сихена, основан от майка ѝ